# بخش آموزش و پرورشی
بخش آموزش و پرورشی (انگلیسی: School district) به یک بخش از منطقه‌ای می‌گویند که در مدیریت یک آموزش و پرورش می‌باشد.

## ایران
در ایران مناطق آموزش و پرورش از نظر ریاست برای معلم ها و سیاست‌های خود استقلال داشتند ولی از نظر آموزش تمام کشور با یک خط مشی پیش می‌روند.

## ایالات متحده آمریکا
در ایالات متحده آمریکا هر بخش آموزش و پرورشی با پوشش بر منطقه خویش می‌تواند متفاوت باشد، در دبیرستان‌های آمریکا تمام دروس می‌تواند از آموزش و پرورش تصمیم گرفته شود و قوانین آموزش و پرورش ایالت نقش کمی را ایفا می‌کند.